# Sally Haslanger
Sally Haslanger (/ˈhæslæŋər/, Connecticut, 1955) es una filósofa y académica estadounidense. Es catedrática Ford de filosofía en el Departamento de Lingüística y Filosofía del Instituto de Tecnología de Massachusetts. Ocupó la Cátedra Spinoza de Filosofía 2015 en la Universidad de Ámsterdam.

## Biografía
Habiéndose graduado de Reed College en 1977, Haslanger obtuvo su Ph.D. en Filosofía en 1985 de la Universidad de California en Berkeley. Ella ha enseñado en la Universidad de Princeton, la Universidad de Pensilvania y la Universidad de Míchigan.
Haslanger fue seleccionada como Carus Lecturer 2011 por la American Philosophical Association. La Sociedad de Mujeres en Filosofía la nombró filósofa distinguida de 2010, y la citó como una de las "mejores feministas analíticas" en los Estados Unidos. Haslanger fue presidenta de la División Este de la Asociación Filosófica Estadounidense y fue elegida miembro de la Academia Estadounidense de Artes y Ciencias en 2015. En 2018, fue galardonada con una beca Guggenheim. Coedita el Simposio sobre género, raza y filosofía (Symposia on Gender, Race and Philosophy), una publicación en línea para trabajos filosóficos recientes sobre género y raza.
Está casada con su colega filósofo del MIT Stephen Yablo.

## Trabajo
Haslanger ha publicado sobre metafísica, metafísica feminista, epistemología, teoría feminista, filosofía antigua y social y política. Ella escribe que gran parte de su trabajo se ha centrado en la persistencia a través del cambio; objetividad y objetivación; y la teoría del género de Catharine MacKinnon. Ha realizado un trabajo innovador en la construcción social de categorías que a menudo se consideran de naturaleza natural, particularmente raza y género. Una colección de sus principales artículos sobre estos temas apareció con el nombre de Resisting Reality: Social Construction and Social Critique (Realidad resistente: construcción social y crítica social) (Oxford University Press, 2012) que ganó el Premio Joseph B. Gittler de la Asociación Filosófica Estadounidense en 2014. Este premio se otorga por una destacada contribución académica en el campo de la filosofía en una o más de las ciencias sociales.

## Publicaciones
- Theorizing Feminisms: A Reader [Teorizando feminismos: una lectura] (coeditado con Elizabeth Hackett), Oxford University Press, 2005.[11]
- Adoption Matters: Philosophical and Feminist Essays [La adopción importa: ensayos filosóficos y feministas] (coeditado con Charlotte Witt), Cornell University Press, 2005.[12]
- Persistence: Contemporary Readings [Persistencia: lecturas contemporáneas] (coeditado con Roxanne Marie Kurtz), MIT Press, 2006.[13]
- Resisting Reality: Social Construction and Social Critique [Realidad resistente: construcción social y crítica social], Oxford University Press, 2012.
- Critical Theory and Practice [Teoría crítica y práctica], Koninklijke Van Gorcum, 2017.